# 오스카르 가르시아 (펜싱 선수)
오스카르 마누엘 가르시아 페레스(스페인어: Óscar Manuel García Pérez, 1966년 12월 23일~)는 쿠바의 펜싱 선수, 지도자로 주 종목은 플뢰레이다. 1992년 하계 올림픽 플뢰레 단체전 은메달을 획득하였으며, 1996년 하계 올림픽에서 단체전 동메달을 획득했다. 또한 세계 선수권 대회에서 금메달 2개, 은메달 1개, 동메달 3개를 획득했으며  팬아메리칸 게임에서 금메달을 4개를 획득했다. 